# Rosalia Amon

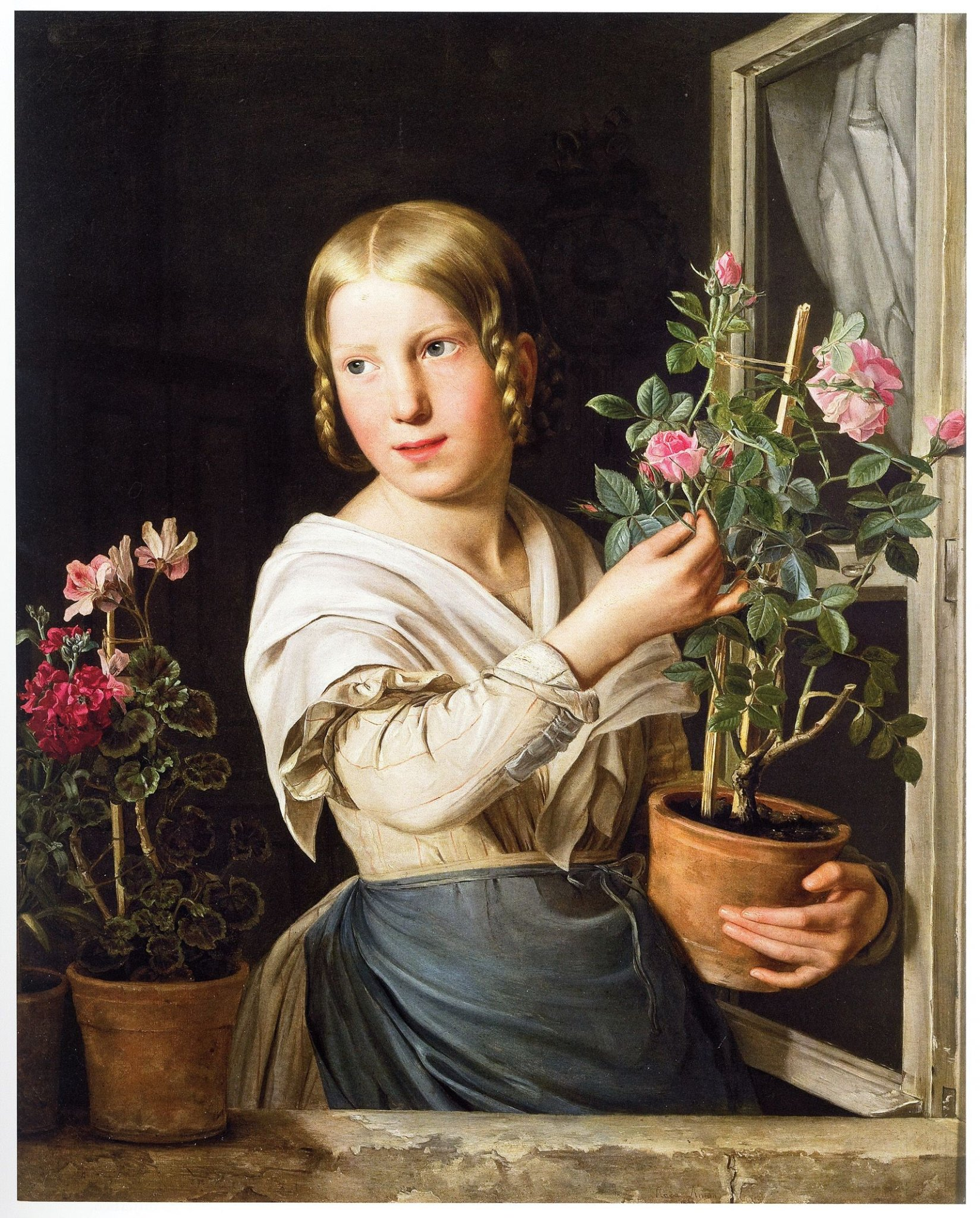
Rosalia Amon: Junges Mädchen am Fenster mit Blumenstöcken (1849)

Rosalia Amon (* 4. März 1825 in Palermo; † 23. März 1855 in Wien) war eine österreichische Malerin des Wiener Biedermeier.

## Leben
Rosalia Amon war wahrscheinlich eine Tochter des österreichischen Malers Carl Amon. Sie erhielt in Wien Privatunterricht bei Ferdinand Georg Waldmüller, der dabei erstmals eine neu von ihm entwickelte Lehrmethode ausprobierte und später angab, dass die Ergebnisse seine Erwartungen übertroffen hätten. Als Amon sich auf die Blumenmalerei spezialisierte, gab er angeblich aus Rücksicht auf sie dieses Genre allmählich auf.
Rosalia Amon lebte in Wien. Sie beschickte von 1841 bis 1847 die Jahresausstellungen der Akademie der bildenden Künste Wien mit Stillleben und Porträts. 1841 zeigte sie zunächst einen Studienkopf, mehr Erfolg hatte sie jedoch in den Folgejahren mit Blumen- und Früchtestücken. Daneben schuf sie Landschaften mit Staffage und Genrebilder. Ihre Ölbilder fanden mitunter prominente Käufer wie die kaiserliche Familie und andere Adlige. Sie malte aber auch kleine schlichte Blumensträuße für die Gestaltung der Wohnungen des Wiener Bürgertums. Im Rahmen einer Ausstellung 1844 wurde sie als würdige Nachfolgerin der 1840 verstorbenen Malerin Pauline von Koudelka beurteilt.
Rosalia Amon starb 1855 im Alter von 30 Jahren in der k. k. Irrenanstalt in Wien. Während sie zu Lebzeiten als eigenständige Künstlerin anerkannt war, wurde sie im 20. Jahrhundert häufig nur noch als Waldmüller-Schülerin rezipiert und ihr Leben und Wirken kaum erforscht.

## Werke (Auswahl)

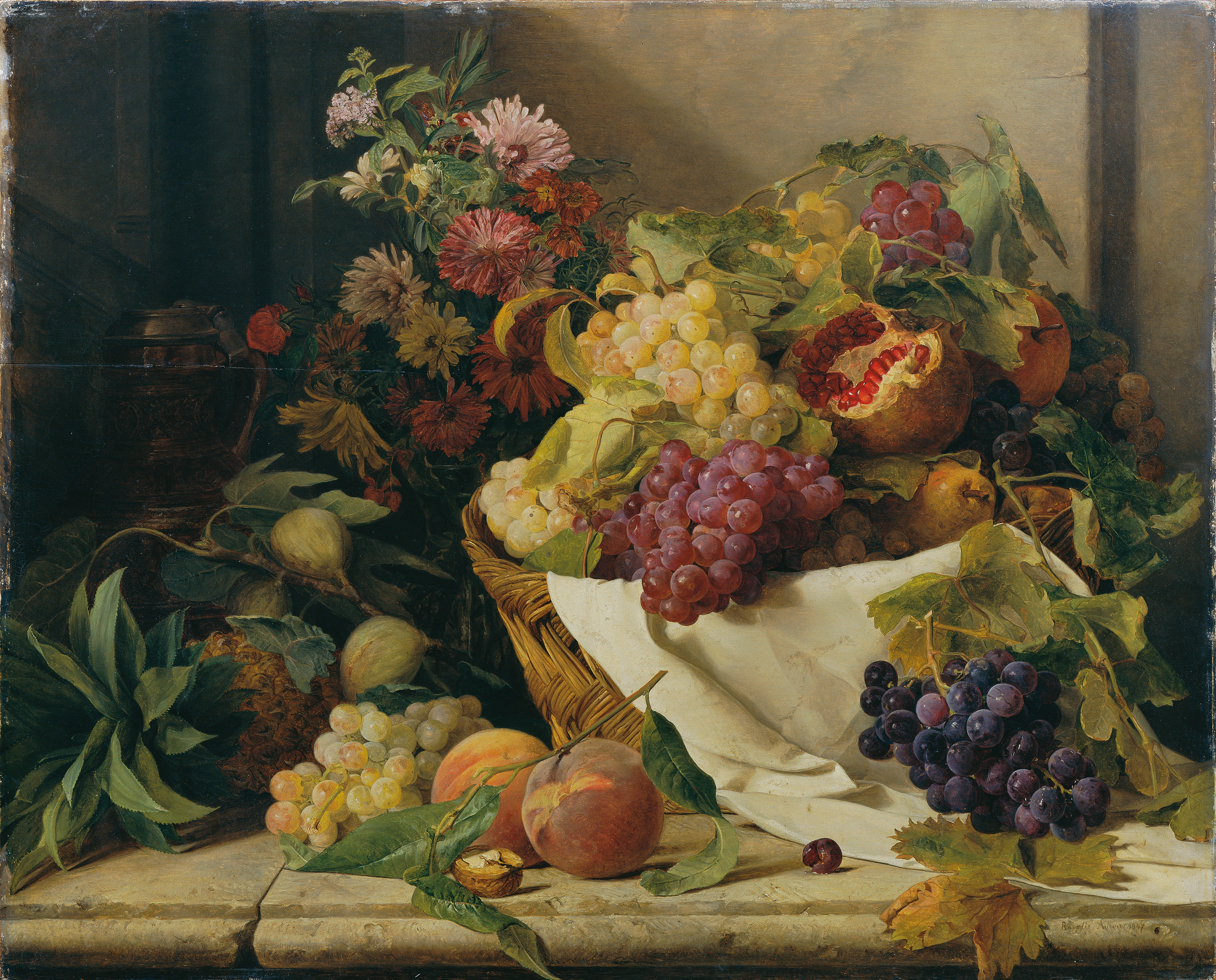
Stillleben mit Früchten und Blumen (1847, Sammlung Belvedere)

- Studienkopf, Ausstellung Akademie der bildenden Künste Wien 1841
- Früchte, Ausstellung Akademie der bildenden Künste Wien 1842
- Blumenstück, 1842, Öl auf Holz, 46 × 37 cm, signiert und datiert „Amon 1842“
- Trauben im Korb und Blumen, Ausstellung Akademie der bildenden Künste Wien 1843
- Blumenstück mit Kamelien in Silbervase, signiert und datiert „Rosalia Amon (1)844“, Öl auf Holz, 39,5 × 31 cm
- Blumen und Trauben und Großmutter und Enkelin, Ausstellung Akademie der bildenden Künste Wien 1844
- Betender und Rosen, Ausstellung Akademie der bildenden Künste Wien 1845
- Porträt des Orientalisten Joseph von Hammer-Purgstall, Öl, um 1845, Historisches Museum Wien
- Trauben, Rosen, Mädchen am Fenster und Kalkbrennerhütte (Landschaft mit Staffage), Ausstellung Akademie der bildenden Künste Wien 1846
- Louise von Almassy, verehelichte Frau Stahl, Kinderporträt, Öl auf Holz, 1846
- Blumen vor einer Nische mit Madonnenfigur, Öl auf Leinwand, 1847, Sammlung Marion Hinteregger-Pierer, Wien
- Die welke Rosenknospe, signiert und datiert „Rosalia Amon 1847“, Öl auf Holz, 54 × 44,5 cm, Ausstellung der Akademie der bildenden Künste Wien 1847 (unter dem Titel Welke Rose)
- Stillleben mit Früchten und Blumen, Öl auf Holz, 58 × 73 cm, signiert und datiert „Rosalia Amon 1847“, Ausstellung Akademie der bildenden Künste Wien 1847 und Ankauf für Kaiserliche Gemäldegalerie, Kunsthistorisches Museum Wien, seit 1987 Sammlung Belvedere
- Junges Mädchen am Fenster mit Blumenstöcken, 1849, Öl auf Leinwand, Wien Museum
- Mutterglück im Vogelbauer, 1850

## Ausstellungen (Auswahl)
- 1841–1847: Jahresausstellungen der Akademie der bildenden Künste Wien
- 1856: Österreichischer Kunstverein
- 1873: Historische Kunstausstellung (mit Katalog)
- 1890: Künstlerhaus Wien (mit Katalog)
- 1964: Österreichische Galerie (mit Katalog Sammlung Pierer)[1]
- 1993: Ein Blumenstrauss für Waldmüller. Stilleben Ferdinand Georg Waldmüllers und seiner Zeit, Österreichische Galerie, Wien (mit Katalog)
- 1999: Blickwechsel und Einblick: Künstlerinnen in Österreich. Aus der Sammlung des Historischen Museums der Stadt Wien, Wien (mit Katalog)